# Ludvík Rychtera
Ludvík Rychtera (6. července 1906 Husovice – 18. prosince 1995 Cleveland) byl český a československý politik Československé strany národně socialistické a poválečný poslanec Ústavodárného Národního shromáždění. Po roce 1948 žil v exilu.

## Biografie
V parlamentních volbách v roce 1946 se stal poslancem Ústavodárného Národního shromáždění za národní socialisty. V parlamentu zasedal do voleb do Národního shromáždění roku 1948.
Po únorovém převratu roku 1948 odešel v roce 1949 do emigrace do USA, kde se zapojil do krajanských organizací. Byl členem divadelního spolku Včelka, zpíval dechovku a účinkoval v operetách i muzikálech.